# Stigma (court métrage)
Pour les articles homonymes, voir Stigma (homonymie).
 (juin 2025).
Pour plus de détails, voir Fiche technique et Distribution.
Stigma (arabe : وصمة) est un court métrage dramatique tunisien réalisé et écrit par Dali Mansour, sorti en 2024. Ce drame psychologique met en scène une jeune femme confrontée à un traumatisme personnel, dans un contexte de silence social.

## Synopsis
Le film suit Bochra, une jeune femme confinée dans son appartement parisien durant la pandémie de Covid-19, qui revit des souvenirs douloureux liés à un traumatisme passé, alors qu'elle cherche à surmonter le silence imposé par la société.

## Distribution
- Chema Ellouz : la fille (Bochra)[2] ;
- Nabil Ghannay : le père[2] ;
- Shirine Guiga : la mère[2].

## Récompenses
- Festival international du film de Jaipur (en) 2025 (Inde) : prix du meilleur directeur de la photographie[3] ;
- Festival international du film de Boden 2025 (Suède) : prix du meilleur réalisateur et de la meilleure actrice[4].

## Sélections
- 2024 :
  - Around Film Festival Amsterdam (Pays-Bas)[1] ;
  - Rome Independent Prisma Awards (Italie)[5] ;
- 2025 :
  - FARO Concurso de Cinema (Portugal)[6] ;
  - Worldwide Women's Film Festival (États-Unis)[7] ;
  - Festival international du film de l'empire inca (Pérou)[8].